# Eutelia melanopis
Eutelia melanopis là một loài bướm đêm trong họ Noctuidae.